# Christo Botevstadion (Blagoëvgrad)
Het Christo Botevstadion (Bulgaars: Стадион „Христо Ботев“) is een multifunctioneel stadion in Blagoëvgrad, een stad in Bulgarije. 
In het stadion is plaats voor 15.000 toeschouwers. Het stadion werd geopend in 1934. Het stadion wordt vooral gebruikt voor voetbalwedstrijden, de voetbalclub OFK Pirin Blagoëvgrad maakt er gebruik van.

## Interlands
| Voetbalinterlands | Voetbalinterlands | Voetbalinterlands    | Voetbalinterlands | Voetbalinterlands | Voetbalinterlands |
| №                 | Datum             | Wedstrijd            | Uitslag           | Competitie        | Toeschouwers      |
| ----------------- | ----------------- | -------------------- | ----------------- | ----------------- | ----------------- |
| 1                 | 14 februari 1979  | Bulgarije – Roemenië | 2–1               | vriendschappelijk | 10.000            |